# Denyse Julien
Denyse Julien, née le 22 juillet 1960 à Rouyn-Noranda, Québec, est une joueuse de badminton canadienne.

## Biographie
Parfois appelée la « Grande Dame » du badminton canadien, Denyse Julien a remporté la triple couronne - or en simple, double et mixte en 1995, lors des premiers  jeux Panaméricains de Badminton à Mar del Plata en Argentine. En 1999, elle remporte une médaille d'or en double-mixte, argent en double-féminin et bronze en simple aux jeux Panaméricains de Winnipeg au Canada . Elle a aussi remporté une médaille d’or en double-mixte et argent en double-féminin aux jeux Panaméricains de 2003 à Saint-Dominingue en République Dominicaine. Denyse Julien est connue pour son coup amorti feinté que certains au Québec aiment appeler « la drop à Denyse ».
Denyse Julien a participé aux Jeux olympiques de Barcelone en 1992, aux Jeux Olympiques d'Atlanta en 1996 et aux Jeux olympiques d’Athènes en 2004. Elle a été la seule joueuse de badminton canadienne à avoir participé à trois jeux olympiques.
Après les Jeux olympiques d'Atlanta, en 1996, la Ville de Rouyn-Noranda a nommé un gymnase en son nom, « Le Gymnase Denyse Julien ».
À la suite de ses derniers Jeux Olympiques à Athènes en 2004, elle commence sa carrière d’entraineuse. De 2004 à 2015 elle est assistante professionnelle en chef au Club Atwater de Montréal. De 2011 à 2015 elle sera entraîneure-chef de l’équipe du Québec. À partir de 2015, Denyse Julien devient entraîneuse-chef pour Badminton Lachine.
Le 3 mai 2019, elle a été intronisée au Temple de la renommée de Badminton Canada. Elle a obtenu ce titre grâce à ses deux médailles d’or et une médaille d’argent au Championnat canadien des Maîtres Yonex 2019. Les médailles d’or ont été obtenues en simple féminin 50 ans et plus et en double féminin 45 ans et plus ; celle d’argent, en double mixte 55 ans et plus,.
En 2004, elle est intronisée au Temple de la renommée de Badminton Québec. En 2014, elle est intronisée au Panthéon des sports du Québec.
En 2021, elle retourne à Rouyn-Noranda, dans sa ville natale. Elle travaillera pour le Club de golf Noranda et entraînera les juniors du Club de badminton Noranda.
Naturellement, Denyse Julien est l’athlète la plus titrée en compétitions nationales. Elle revendique 31 titres dans la catégorie « open », soit 13 en simple, 8 en double féminin et 10 en double mixte.  Il s’agit d’un record qui ne sera probablement jamais égalé, tout comme ses 6 participations consécutives aux Jeux du Commonwealth entre 1982 et 2002 avec une récolte de 7 médailles.
De ses 31 titres nationaux, Denyse Julien remporte 3 triples couronnes alors qu’elle était âgée de 28, 34 et 37 ans, un record inégalé à ce jour. 
En 2011 elle devient championne du monde des maîtres catégorie 50 ans en simple féminin. Cette compétition avait lieu à Vancouver en Colombie-Britannique.
Denyse Julien remporte la médaille d’or en simple féminin 60 ans et plus/ au 105e All England sénior le 14 avril 2023 à Hatfield en Angleterre. Lors de cette même compétition, Denyse Julien et Gretchen Rowles terminent troisième en double féminin 55 ans et plus. 
Du 12 au 17 juin 2023 elle participe également au Championnat des Maîtres Canadien à Calgary en Alberta et remporte 2 médailles d’or en simple ainsi qu’une d’argent avec André Lafortune en double mixte.